# NGC 5530
NGC 5530 (другие обозначения — ESO 272-3, MCG -7-29-13, IRAS14152-4309, PGC 51106) — галактика в созвездии Волк.
Этот объект входит в число перечисленных в оригинальной редакции «Нового общего каталога».
В галактике вспыхнула сверхновая SN 2007it типа II, её пиковая видимая звездная величина составила 13,5.